# Cathédrale Saint-Gilles d'Édimbourg
Cette  cathédrale n’est pas la seule cathédrale Saint-Gilles.
La cathédrale Saint-Gilles (en anglais : Saint Giles' Cathedral) est un édifice construit en 1120 et situé sur le Royal Mile, à Édimbourg, en Écosse. Il est considéré comme l'église-mère du presbytérianisme.
L'église n'est pas strictement une cathédrale, car l'Église d'Écosse n'a pas d'évêques. Elle ne fut que brièvement au XVIIe siècle un siège épiscopal du diocèse d'Édimbourg.

## Histoire
L'église initiale subit un incendie en 1385 et fut reconstruite au cours du XVe siècle. Diverses chapelles furent ajoutées au cours des ans, augmentant ainsi la taille de l'édifice. En 1466, Saint-Gilles devint une église collégiale. La tour-lanterne fut ajoutée vers 1490.
Le 7 juillet 1559, à l'apogée de la Réforme écossaise, le conseil d'Édimbourg installa le réformant John Knox comme prêtre de Saint-Gilles. Il y fut enterré en 1572. Il est commémoré par un vitrail au XIXe siècle placé dans le mur sud de l'église et depuis 1904 par une statue de bronze côté nord.
C'est dans cet édifice qu'eut lieu, le 23 juillet 1637, une émeute contre le culte anglican que voulait imposer Charles Ier d'Angleterre, d'Écosse et d'Irlande et qui déclencha les guerres des évêques et, au-delà, les guerres des Trois Royaumes.

## Galerie

Vue panoramique de l'intérieur de Saint-Gilles.
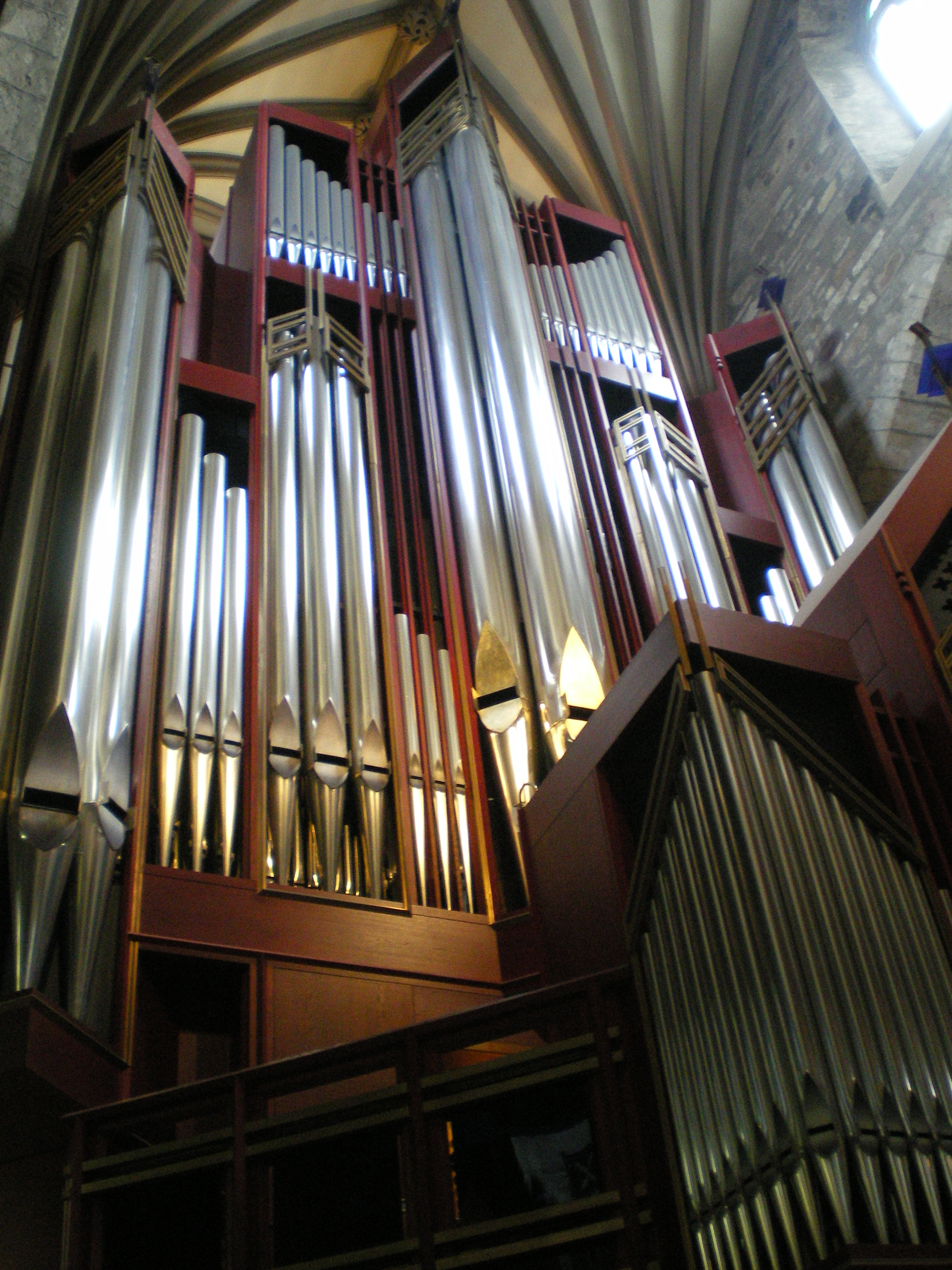
Le grand orgue
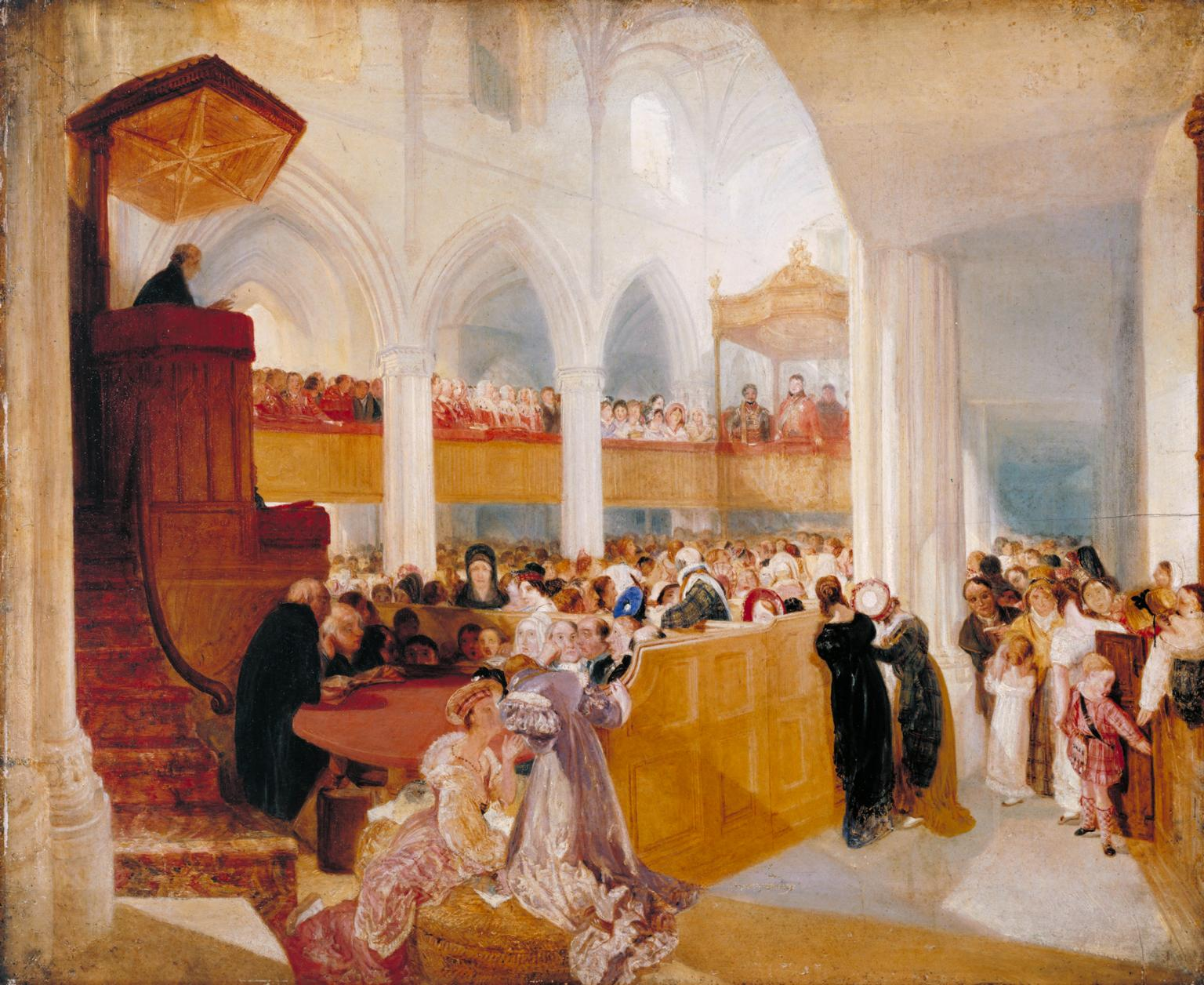
Le roi George IV écoutant le sermon à Saint-Gilles, par Joseph Turner (1822).
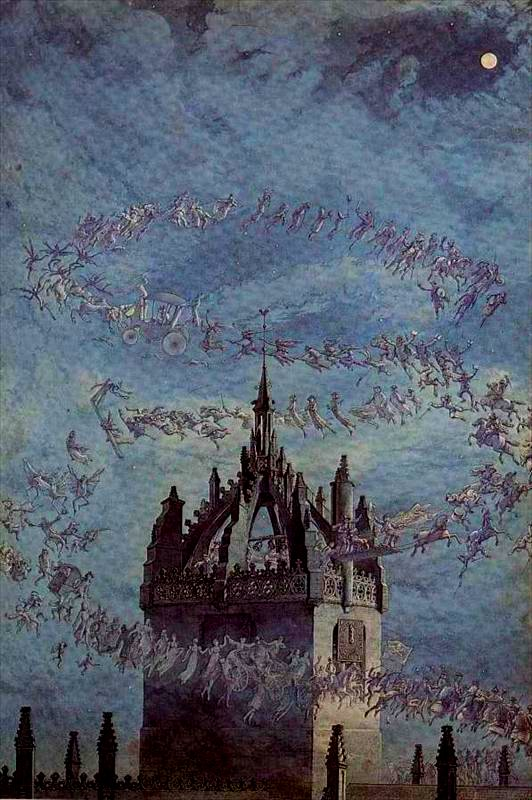
Saint Giles, his bells, aquarelle de Charles Altamont Doyle, XIXe siècle.
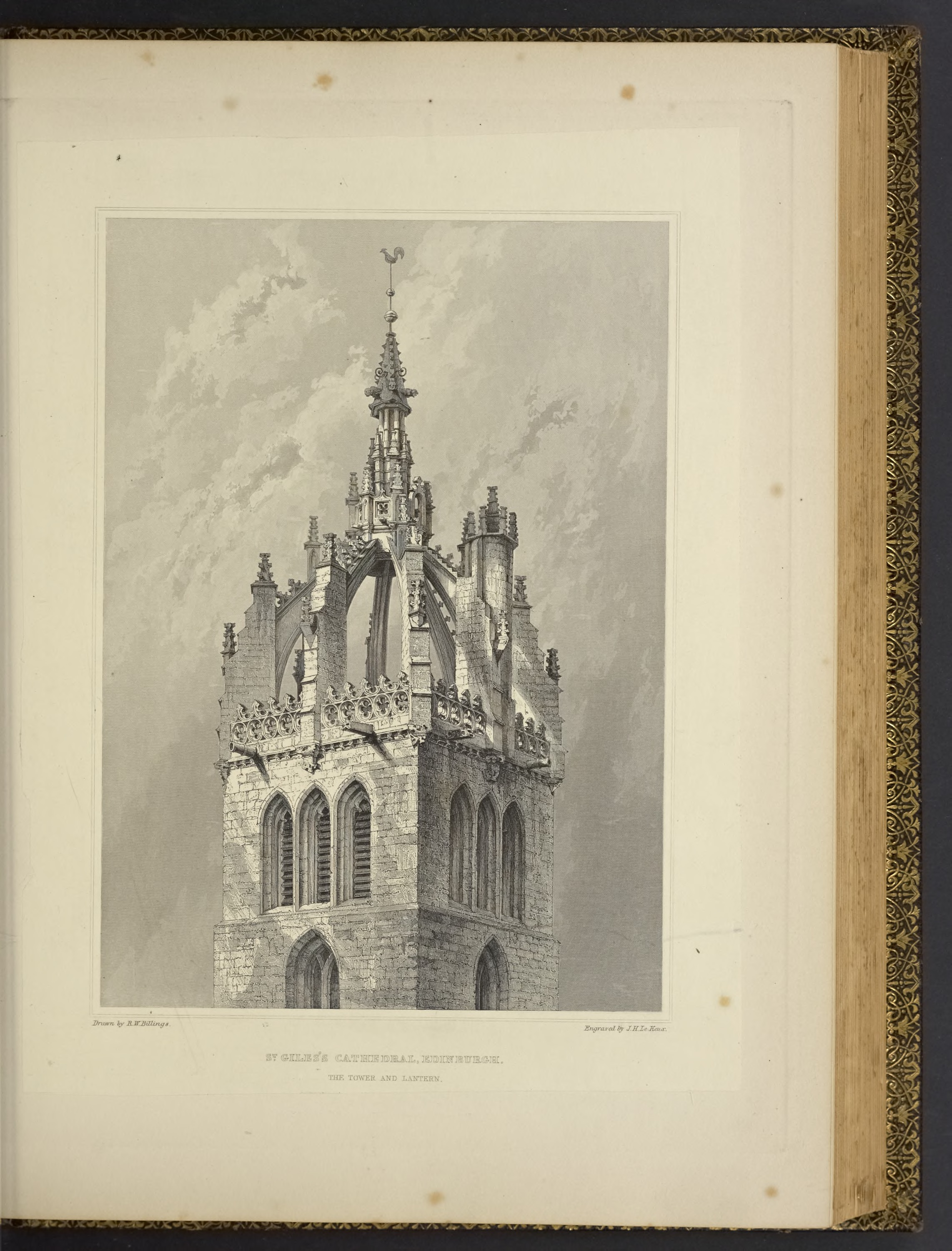
Cathédrale Saint-Gilles : la tour et la lanterne (1852).
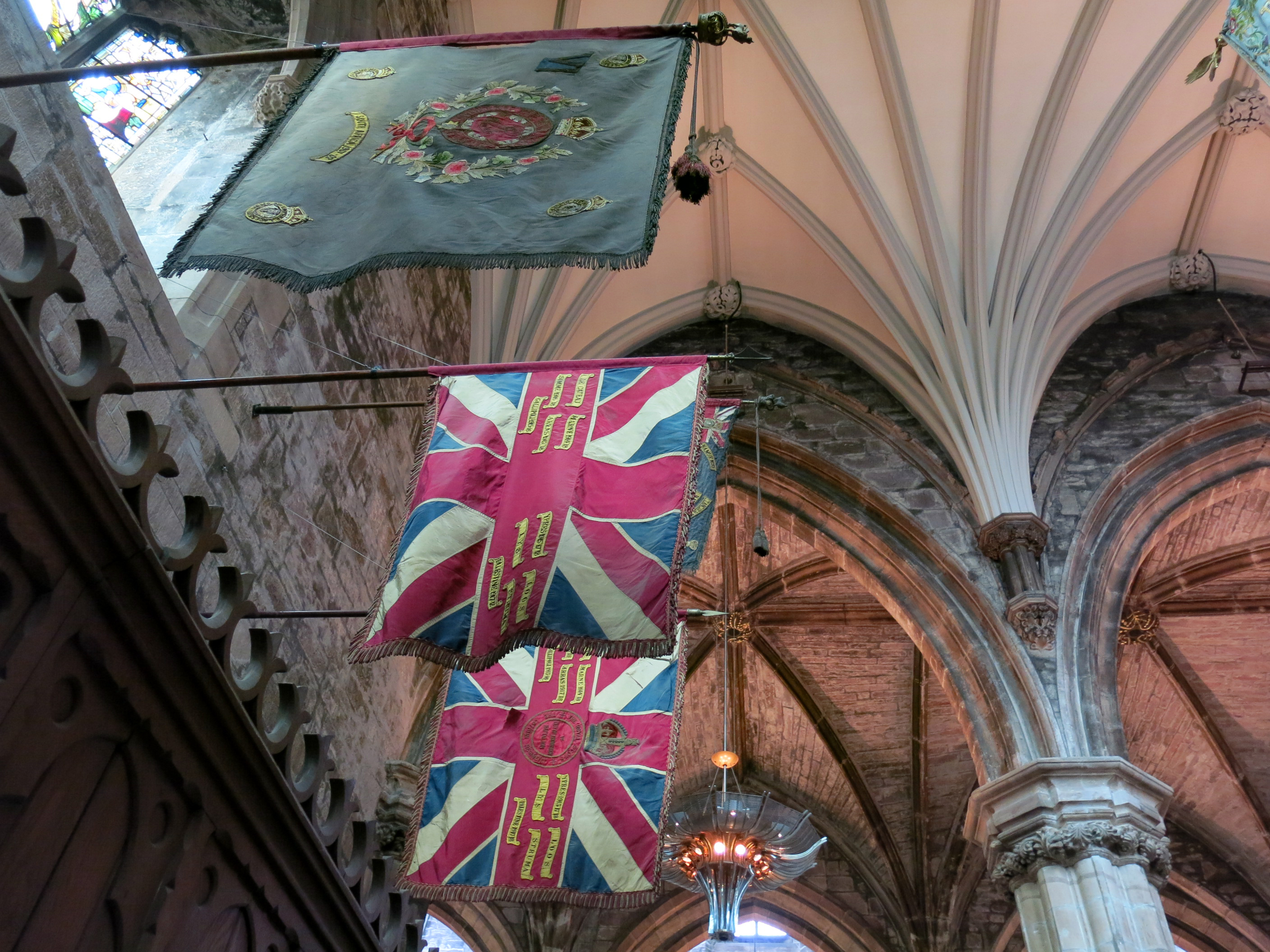
Drapeaux du Royal Scots, un ancien régiment écossais de l'armée britannique.